# Bildtafel der Stoppschilder
Diese Bildtafel der Stoppschilder zeigt eine Auswahl der weltweit gültigen Stoppschilder. Falls in einem Land aufgrund der Mehrsprachigkeit mehrere Varianten des Zeichens verwendet werden (beispielsweise Kanada), dann sind diese nacheinander mit Klammerzusatz abgebildet. Die Sortierung erfolgt alphabetisch.
Die überwiegende Mehrheit der Länder folgte den Gestaltungsrichtlinien des Wiener Übereinkommens über Straßenverkehrszeichen von 1968 und legte entsprechende Schilder fest. Nur wenige Länder haben diese Festlegungen nicht übernommen und weichen in Teilen davon ab. So verwendet Japan beispielsweise weiterhin ein auf der Spitze stehendes Dreieck, oder in Israel kommt anstelle des Schriftzuges die aufgestellte Hand zum Einsatz.

## Zeichen

Andorra
Äthiopien
Argentinien
Australien
Bahamas
Bangladesch
Belgien
Bhutan
Brasilien
Brunei
Chile
China
Dänemark
Deutschland
Finnland
Frankreich
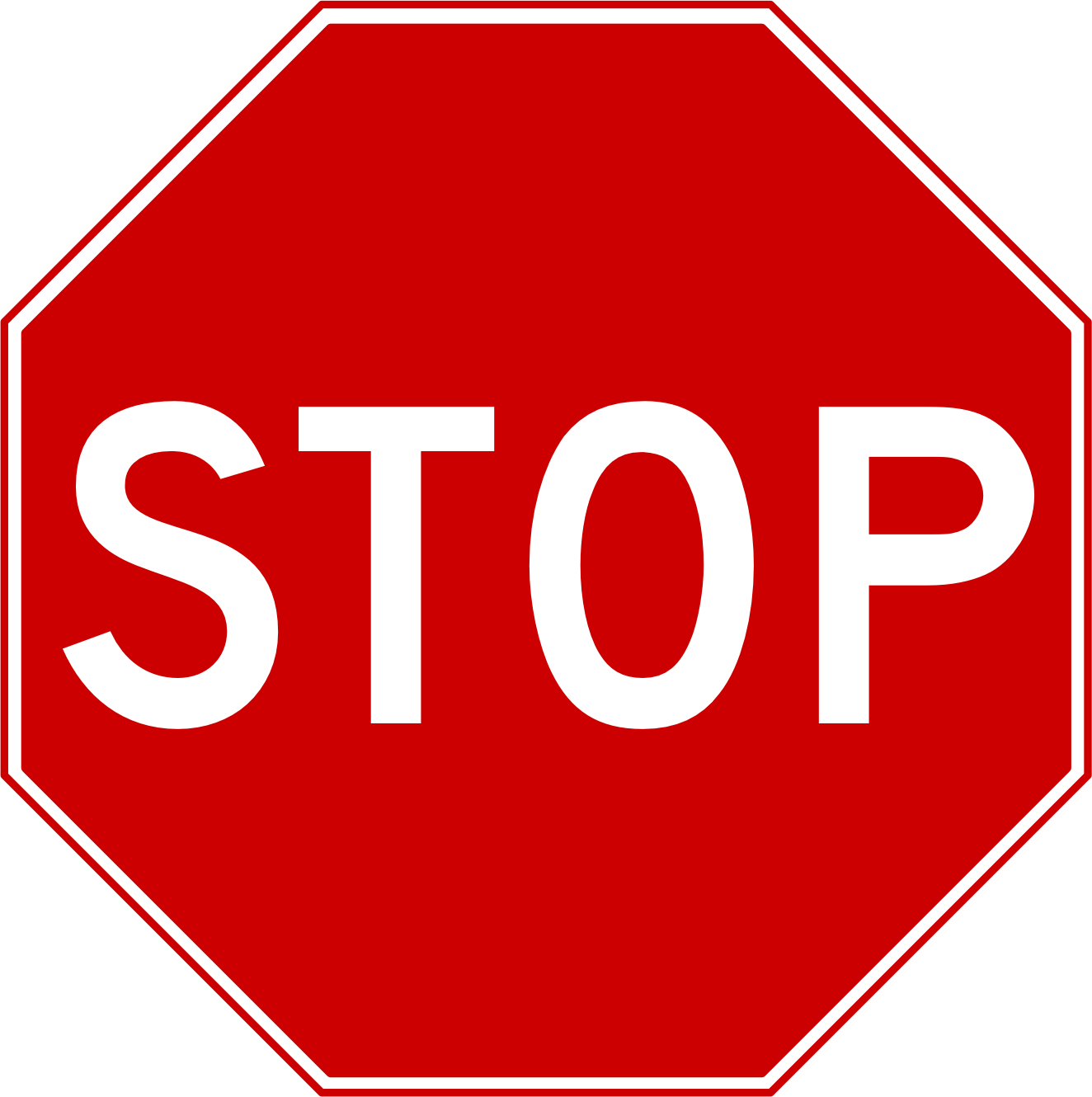
Indonesien
Irland
Iran
Island
Israel
Italien
Japan
Kambodscha
Kanada
Kanada (franz.)
Kanada (nun.)
Kuba
Laos
Libyen
Marokko
Mexiko
Mongolei
Nepal
Neuseeland
Niederlande
Nigeria
Norwegen
Österreich
Pakistan
Peru
Polen
Puerto Rico
Rumänien
Russland
Schweden
Schweiz
Singapur
Slowakei
Spanien
St. Kitts und Nevis
Südkorea
Suriname
Taiwan
Thailand
Tonga
Tschechien
Türkei
Ukraine
Vereinigte Arabische Emirate
Vereinigtes Königreich
Vereinigte Staaten

## Alte Stoppschilder
- Australien
(1946–1960)
- Deutsches Reich
(1938–1949),[1]
Bundesrepublik Deutschland
(1949–1953),
Deutsche Demokratische Republik
(1949–1956)

Australien (1946–1960)
Deutsches Reich (1938–1949), Bundesrepublik Deutschland (1949–1953), Deutsche Demokratische Republik (1949–1956)
Deutsche Demokratische Republik (1956–1979)[2]
Bundesrepublik Deutschland (1953–1956)[3]
Bundesrepublik Deutschland (1956–1971)
Finnland (1957–1971)
Italien (1959–1990)
Japan
Polen (–1984)
Sambia
Schweden
Schweiz (1949–1979)
Simbabwe
Südvietnam
Vereinigte Arabische Emirate
Vereinigtes Königreich (1965–1975)
Vereinigte Staaten